# 中原寮
中原寮（ちゅうげんりょう）とは、長野県上伊那郡南箕輪村に存在する国立信州大学農学部の学生寮で、学生の自治による運営形態である自治寮の形をとっている。

## 歴史

### 前史
1945年4月1日、戦時下において、旧制長野県立農林専門学校（信州大学農学部の前身）が開校される。「上農寮塾風教育理念ニ基ク精神教育ヲ施シ行学一体、智徳併進ヲ期シ、真ニ皇国農民指導者タルノ人格錬成ノ徹底ヲ計ル」ことを教育方針とし、全寮制がとられる。
同年4月15日、第1回入学式が行われ、生徒全員は上伊那農業学校（現在の上伊那農業高校の前身）「上農寮」に入寮、入寮式がひらかれる。なお、上農寮は「皇国精神を基調とせる農民道念を磨礪（まれい）」「合理的農業経営の技能を修得」することを目的として1935年に設立。この教育方針は、終戦後、初代校長の辞任とともに終息。
1947年3月27日、学校が上伊那農業学校校舎から中の原新築校舎へ移転する。

### 旧寮時代
1949年3月31日:竣工。木造平屋建て、瓦葺き。『大学設置認可申請書』（1948年7月）によれば125坪・10部屋で、『農学部史』に「男子40名を収容」とあるので、4人1部屋であったと思われる。「中原」の称は学校周辺の入会地であった秣野の名「中ノ原」からとられたものである。
同年4月24日:寮生が上農寮から移転する。当初より寮生の自治により運営される。
同年5月31日:信州大学が設置される。県立農林専門学校は、農学部として発足する（県立農林専門学校は1952年7月に廃止）。
同年7月12日:第1回入学式。
1959年:寮文集『白樺』第1号発行（推定）。
『白樺』の発行は原則年一回だが、例外が何度かあるほか第1号が現存していない為、推定である。2018年度（2019年発行）で第60号となった。
『農学部史』に1961年12月現在の「中原寮生規約」が抄録されているが、根幹部分は現規約とほとんど変わらない。ただし、当時は総務部・炊事部・生活部・文化部の4部制であり、会計は総務部に含まれていた。

### 新寮時代
1965年3月10日:新築。鉄筋コンクリート3階建、116名を収容。
2010年3月26日:窓枠を改修。また、女子の入寮が可能となる。女子入寮に伴う設備の変更。

## 寮運営
中原寮は2019年現在、総務部、生活部、会計部、炊事部で構成される寮委員会を中心に、全寮生が参加するブロック会議（ブロ会）や総会での話し合いによって寮の自治を行なっている。また、寮委員会の元に各小委員会が置かれ、寮委員以外の寮生もなんらかの形で寮の仕事に携わっている場合が多い。さらに寮委員会とは別に寮祭実行委員会・押尾杯実行委員会・新歓実行委員会・追いコン実行委員会などの実行委員会を随時開き、寮全体のイベントも寮生で運営している。